# Kayseri Şekerspor
Kayseri Şekerspor ist ein Fußballverein aus der türkischen Provinz Kayseri. Die Mannschaft spielt seit 2012 in der TFF 3. Lig.

## Geschichte
Der Verein wurde im Jahre 1986 in Kayseri gegründet und spielte nach lange in den regionalen Amateurligen. In der Saison 2010/11 verpasste man den Aufstieg nur knapp, als man in der BAL Lig nur auf dem dritten Tabellenplatz landete. Eine Saison später gelang der Aufstieg in die professionelle TFF 3. Lig, als man sich in den Play-offs gegen die Konkurrenten durchsetzen konnte.
In der Viertligasaison 2014/15 verfehlte die Mannschaft den Klassenerhalt der TFF 3. Lig und stieg damit in die Bölgesel Amatör Lig ab.